# M21 (Ierland)
De M21 (Engels: M21 Motorway/ Iers: Mótarbhealach M21) is een in aanleg zijnde autosnelweg in Ierland met een lengte van 17,5 kilometer. De M21 is een upgrade van de nationale primaire weg N21 met een snelwegdeel tussen Attyflin en Rathkeale (met een ringweg om Adare) (en verder een vierbaansweg van Rathkeale tot Foynes). De bouw van de snelweg begon in 2024.